# Demografia Suediei
Populația Suediei era, în aprilie 2007, de peste 9,131,000, dintre care o mare parte au diverse legături externe de rudenie.